# Philemon-Kirche

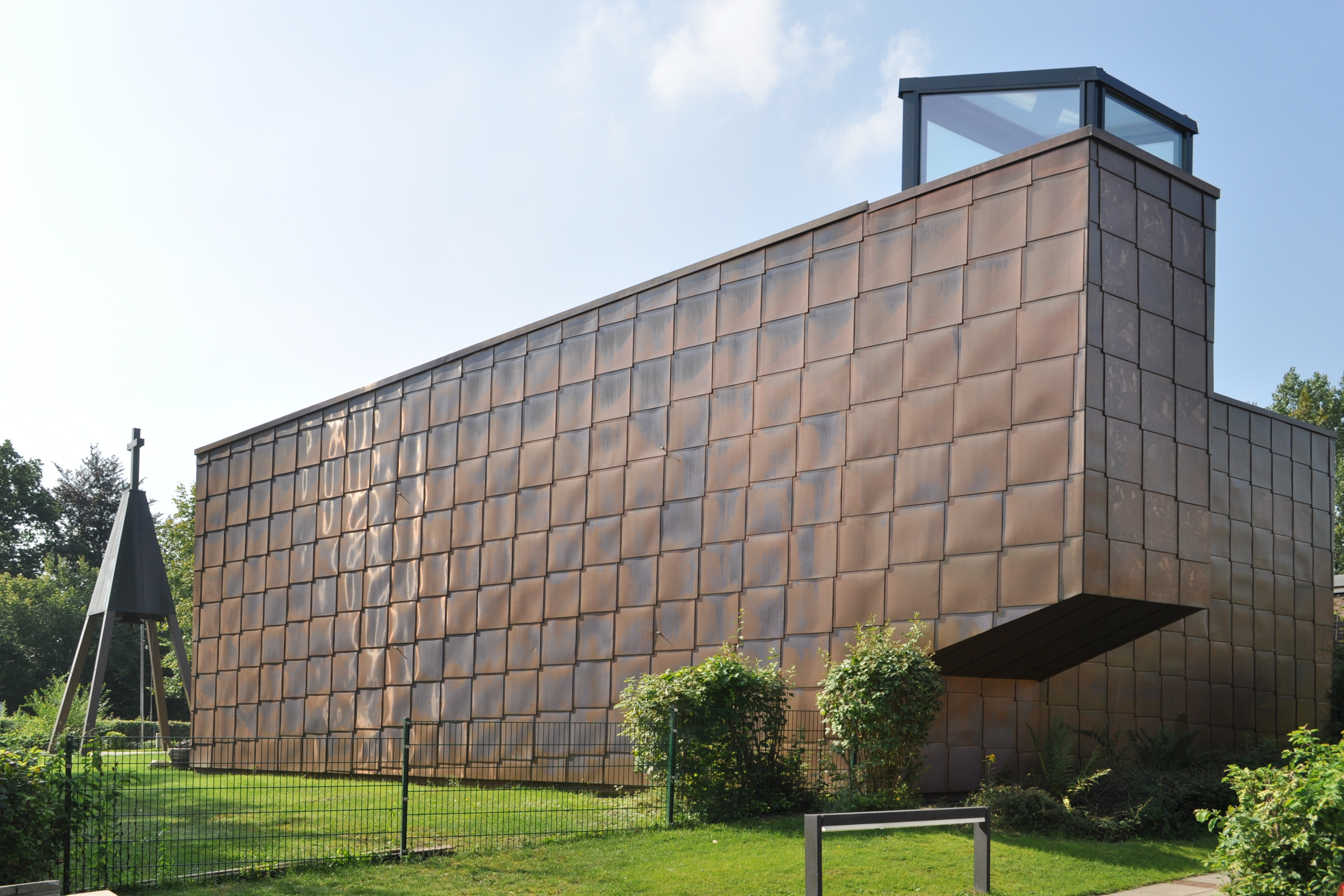
Seitenansicht der Kirche

Die evangelisch-lutherische Philemon-Kirche im Hamburger Stadtteil Hummelsbüttel befindet sich am Poppenbütteler Weg 97 Ecke Tegelsbarg, neben dem Sportplatz Tegelsbarg. Namengebend ist Philemon, Gastgeber einer urchristlichen Hausgemeinde in Kolossai, an den der Apostel Paulus einen im Neuen Testament enthaltenen kurzen Brief sandte.
Diese Kirche ist die jüngste von drei Kirchengebäuden der Kirchengemeinde Poppenbüttel. Am 20. September 1968 wurde auf dem feuchten Wiesengrundstück der Grundstein für ein vom Architekten Friedhelm Grundmann entworfenes Gemeindezentrum gelegt. Propst Willi Schwennen weihte am 30. November 1969 das „Ev. luth. Philemon-Gemeinde-Zentrum Poppenbüttel West“ ein.
1978 wurde das Gemeindezentrum zur Predigtstelle mit sonntäglichem Gottesdienst. Im Folgejahr wurde es umgebaut, und am 28. September 1980 weihte Bischof Hans-Otto Wölber die zum Gemeindezentrum gehörige Kirche. Sie trägt seit 1991 den offiziellen Namen „Philemon-Kirche“. Der kleine Glockenturm, der eine gestiftete Schiffsglocke birgt, wurde 1994 fertiggestellt, und im gleichen Jahr erhielt der Kirchsaal ein Glasfenster von Holm Lilie.
Auf der westlichen Seite des Kirchengrundstückes wurde zum Jahreswechsel 2021/22 das sogenannte „Haus mit Sozialbindung“ fertiggestellt. Es beherbergt als Mieter die Erziehungshilfe e.V., die Familienbildungsstätte, das Theodor-Wenzel-Haus (Wohnen für Alleinerziehende) und die Jugendhilfe (Jugendwohnungen).